# Димитрие Караматов
Димитрие Караматов или Карамата (на сръбски: Димитрије Карамата или Dimitrije Karamata) е сръбски търговец, родоначалник на големия земунски род Карамата.

## Биография
Роден е в южномакедонското село Катраница, Кайлярско (днес Пирги, Гърция). Преселва се на север в Земун, Австрия, заедно с братята си Атанас и Филип и се занимава с износ на свине. Става австрийски поданик през 1771 г.
Купува (1772) за 4000 форинта от Купина Йованович, богатата вдовица на търговеца Кузман Йованович, една от най-красивите къщи в Земун. В нея през 1788 г. е разположен щабът на император Йозеф II по време на Австро-турската война и подготовката за овладяване на Белград. Къщата днес е паметник на културата. През 1785 г. заедно с други сръбски търговци участва в изграждането на православна църква в Епереш.
В Катраница се жени за Мария Груич, сръбкиня, родом от Цариград, и с нея имат синове Атанасий, Александър, Йован и Теодор и дъщеря Юлия.